# Montano Antilia
Montano Antilia község (comune) Olaszország Campania régiójában, Salerno megyében.

## Fekvése
A megye déli részén fekszik. Határai: Celle di Bulgheria, Centola, Futani, Laurito, Novi Velia, Rofrano és San Mauro la Bruca.

## Története
Első említése a 16. századból származik. A következő századokban nemesi birtok volt, Cuccaro Veteréhez tartozott. A 19. században nyerte el önállóságát, amikor a Nápolyi Királyságban felszámolták a feudalizmust.

## Népessége
A népesség számának alakulása:

## Főbb látnivalói
- Santa Maria di Loreto-templom